# 孙铁英
孙铁英（1959年—），满族，中华人民共和国政治人物、第十一届全国政协委员。
加入中国农工民主党，担任农工党中央委员、妇委会副主任、北京医院呼吸内科主任、中央保健委员会委员。2008年，当选第十一届全国政协委员，代表中国农工民主党，分入第十组。并担任教科文卫体委员会专委。。2018年1月，当选第十三届全国政协委员。